# Gabriel Bau
Gabriel Bau, né le 15 août 1892 à Barcelone et mort le 7 octobre 1944 dans la même ville, est un footballeur espagnol qui jouait au poste d'attaquant.

## Biographie
Les premiers documents qui existent sur la carrière sportive de Gabriel Bau datent de 1909 lors de ses débuts au FC Central. En 1910, il joue avec le FC Numància de Barcelone et la même année il est recruté par l'Espanyol de Barcelone. Après trois mois avec l'Espanyol, il est recruté par le FC España, club barcelonais dont le terrain était situé près de l'Hospital Clínic. Avec le FC España, dont le surnom était "les petits diables", il est deux fois de suite champion de Catalogne et deux fois finaliste de la Coupe d'Espagne. Il fait partie de la première sélection catalane.
En 1914, Gabriel Bau est recruté par le FC Barcelone avec qui il gagne le championnat de Catalogne et réussit à être le meilleur buteur de l'équipe devant Paulino Alcántara.
En 1916, il rejoint les rangs du CF Badalona. Puis il retourne au Barça pour jouer la saison 1917-1918.
En 1918, il revient au CF Badalona où il reste jusqu'en 1924. 
Il entraîne l'UE Sant Andreu en 1928.
Gabriel Bau meurt à Barcelone en 1944 et est enterré au cimetière de Les Corts près de l'ancien stade du FC Barcelone.